# Sessinia stotherti
Sessinia stotherti là một loài bọ cánh cứng trong họ Oedemeridae. Loài này được Blair miêu tả khoa học năm 1915.